# مارماهی استرالیایی
مارماهی استرالیایی (نام علمی: Anguilla australis) نام یک گونه از تیره مارماهی مهاجر است.